# ハワイ・パシフィック大学
ハワイ・パシフィック大学 (Hawai‘i Pacific University, HPU) は、アメリカ合衆国ハワイ州ホノルル市に1965年に創立された私立総合大学である。

## 概要
ハワイ州のみならず広く太平洋諸国、アジア各国、アメリカ本土、そしてヨーロッパ各地から学生が集まって来ている。幅広い専攻分野があり、国際色も豊かである。海洋科学（海洋生物学、海洋学）が著名。
メインキャンパスはホノルルのオフィス街の一角にある。メインキャンパスから約13キロ離れた郊外に、第二キャンパスのウィンドワード・キャンパスがある。
一部のクラスはオンラインで受講が可能なため、スケジュールの厳しい生徒や海外にいる生徒も単位の取得ができる。
駿河台大学と単位の提携校である。
2008年秋学期以降、一般教養のクラスのシステムが変わった。

## 学部
- 会計学 - Accounting
- 広告学 - Advertising
- 人間学 - Anthropology
- 応用数学 - Applied Mathematics
- 応用社会学 - Applied Sociology
- 生物学 - Biology
- ビジネス経済 - Business Economics
- コミュニケーション（スピーチ集中・ビジュアル集中） - Communications (Speech/Visual)
- コンピュータ情報システム - Computer Information Systems
- コンピュータ・サイエンス - Computer Science
- 企業コミュニケーション - Corporate Communications
- 経済学 - Marketing
- 環境科学 - Environmental Science
- 環境研究 - Environmental Studies
- 財政学 - Finance
- 総合ビジネス - General Business
- 歴史学 - History
- 人事 - Human Resource
- 国際ビジネス - International Business
- ジャーナリズム - Journalism
- 海洋学 - Oceanography
- 海洋生物学 - Marine Biology
- 看護 - Nursing
- 政治学 - Political Science
- 法律学（進学課程） - Pre-Law
- 医学（進学課程） - Pre-Medical Studies
- 精神科 - Pyschology
- PR -  Public Relations
- 英語教授法 - Teaching English as a Second Language
- 観光科 - Travel Industry Management
- マルチメディア－Multi-media

## 大学院
- Master of Business Administration (MBA)
- Master of Science in Information Systems
- Master of Science in Marine Science
- Master of Science in Nursing
- Master of Arts in Communication
- Master of Arts in Diplomacy and Military Studies
- Master of Arts in Human Resource Management
- Master of Arts in Global Leadership and Sustainable Development
- Master of Arts in Organizational Change
- Master of Arts in Teaching English as a Second Language
- Master of Education in Secondary Education
- Master of Social Work

## 習得可能な言語
言語学は（学部によって）必需科目だが免除できる場合もある。
日本語が母国語の場合は必須単位が減らされる場合が多い。
- 日本語
- 韓国語
- 中国語（北京語）
- フランス語
- スペイン語
- ハワイ語
- アラビア語
- ドイツ語（ドイツ語圏留学生が多いにもかかわらず、2006年現在も廃止中）

## スポーツ
HPUの公式スポーツチームは総合的に"Sharks" (2014年に"Sea Warriors"（海の戦士）から名称変更) と呼ばれ、NCAA（全米大学体育協会）に加盟している。中でも女子バレーが高い功績をあげ続けている。チアリーディングとダンスチームも強くて有名である。
- 男子／女子バスケットボール
- 女子バレーボール
- 男子／女子陸上
- 男子／女子ゴルフ
- 野球（男子）
- ソフトボール（女子）
- 男子／女子サッカー
- 男子／女子テニス

その他公式グループ：
- チアリーディング（男女）
- ダンスチーム
- 演奏団
- 劇団
- 合唱団

## クラブ／サークル
ハワイ・パシフィック大学には複数のスポーツクラブや幅広い分野のサークルがあり、生徒が個人で立ち上げることも可能なため増え続けている。
4月にはIntercultural Dayと言われる学園祭があり、文化系クラブのは自分の文化をブースで紹介する。パレードやパフォーマンスなどもある。

### 活動系
- Beach Volleyball Club
- Frisbert Flying Disc Association
- Groove Time Jammers Dance Club
- Hiking Aloha 'Aina
- HPU Film Club
- HPU Rugby Club
- Martial Arts Club
- Surf Club
- Yoga club

### 文化系
- Bili Bala Cantonese Club
- Black Student Union
- Borealis-Norwegian Student Association
- Catholic Campus Ministry
- Chinese Student Friendship Alliance
- Danish Dynamite
- German Speaking Student Association
- HPU Canadian Association
- Hui Aloha 'Aina Ua Kukalahale
- Japanese Association
- Korean Student Association
- Latinos Unidos
- Latter-Day Saints HPU Students Club
- Malaysian Student Organization
- Miscellaneous Students of HPU
- Mokauea Island Club
- Singapore Student Association
- Swedish Student Association
- Tahiti Club
- Taiwanese Student Association
- Thai Student Association
- Tomodachi Club
- United Samoan Organization

（異国のサークルでも誰でも自由に入れる場合がほとんど）

## 著名な出身者
- 広岡勲 - ニューヨーク・ヤンキース広報
- 曙太郎 - 大相撲第64代横綱、総合格闘家、プロレスラー（中退）
- ベニー・アグバヤニ - 千葉ロッテマリーンズ選手
- トゥルシー・ギャバード - 第8代アメリカ合衆国国家情報長官